# قائمة أعلى القمم الجبلية في السعودية
هَذِهِ قَائِمَة أَعْلَى القِمم الجَبَلِيّة فِي السّعُودِيّة، حَيْثُ تَقَعُ كُل القِمم فِي سلسلة جبال السروات، في منطقة عسير.
| الرّتبَة | الاسم                  | السّلسِلَة الجَبَلِيّة | صُورة         | الارتِفَاع            | مُلاحظات                                                              | الإحداثيات                                    |
| ------ | ---------------------- | --------------- | ------------ | ------------------- | -------------------------------------------------------------------- | --------------------------------------------- |
| 1      | جبل السودة             | جبال السروات    |              | 3,015 م (9,892 قدم) | أطوَل جَبل في سلسلة جبال السروات، وفي المملكة العربية السعودية.        | 18°15′58″N 42°22′05″E / 18.26611°N 42.36806°E |
| 2      | جبل فرواع              | جِبَال السّروات    | لا تُوجَد صُورة | 3,004 م (9,856 قدم) | ثاني أطوَل جَبل في سلسلة جبال السروات، وفي المملكة العربية السعودية.   | 17°55′42″N 43°15′56″E / 17.92833°N 43.26556°E |
| 3      | جبل نطفاء              | جِبَال السّروات    | لا تُوجَد صُورة | 2,965 م (9,728 قدم) | ثالث أطوَل جَبل في سلسلة جبال السروات، وفي المملكة العربية السعودية.   | 17°55′04″N 43°17′27″E / 17.91778°N 43.29083°E |
| 4      | جبل وراب               | جِبَال السّروات    | لا تُوجَد صُورة | 2,948 م (9,672 قدم) | رابع أطوَل جَبل في سلسلة جبال السروات، وفي المملكة العربية السعودية.   | 17°58′42″N 43°14′14″E / 17.97833°N 43.23722°E |
| 5      | جبل المجاز             | جِبَال السّروات    | لا تُوجَد صُورة | 2,902 م (9,521 قدم) | خامِس أطوَل جَبل في سلسلة جبال السروات، وفي المملكة العربية السعودية.   | 18°00′23″N 43°13′22″E / 18.00639°N 43.22278°E |
| 6      | جبال السقى             | جِبَال السّروات    | لا تُوجَد صُورة | 2,863 م (9,393 قدم) | سَادِس أطوَل جَبل في سلسلة جبال السروات، وفي المملكة العربية السعودية.   | 17°54′40″N 43°18′20″E / 17.91111°N 43.30556°E |
| 7      | جبل مشرف               | جِبَال السّروات    | لا تُوجَد صُورة | 2,859 م (9,380 قدم) | سَابِع أطوَل جَبل في سلسلة جبال السروات، وفي المملكة العربية السعودية.   | 18°13′05″N 42°23′51″E / 18.21806°N 42.39750°E |
| 8      | جبل خلقه               | جِبَال السّروات    | لا تُوجَد صُورة | 2,850 م (9,350 قدم) | ثَامن أطوَل جَبل في سلسلة جبال السروات، وفي المملكة العربية السعودية.   | 18°46′57″N 42°13′41″E / 18.78250°N 42.22806°E |
| 9      | جبل نهران وجبل الصهلاء | جِبَال السّروات    | لا تُوجَد صُورة | 2,837 م (9,308 قدم) | تاسِع أطوَل جَبلين في سلسلة جبال السروات، وفي المملكة العربية السعودية. | 18°10′30″N 42°28′0″E / 18.17500°N 42.46667°E  |

## انظُر أيضًا
- جِبَال السّعُودِيّة
- أعْلى القِمم الجَبَلِيّة في العَالَم
- أعْلى القِمم الجَبَلِيّة في العَالَم العَرَبِي
- قائمة جبال الأحساء

## مَرَاجِع
1. ↑  جبال في عسير في قائمة الأكثر ارتفاعاً في المملكة ووادي الرمة أطول الأودية نسخة محفوظة 26 ديسمبر 2017 على موقع واي باك مشين.
2. ↑  "Southwestern Arabian montane woodlands". Terrestrial Ecoregions. World Wildlife Fund.
3. ↑  هيئة المساحة الجيولوجية السعودية نسخة محفوظة 07 أكتوبر 2016 على موقع واي باك مشين.
4. ↑  Gilbertson، Eric and Matthew (18 أغسطس 2018)، Jabal Ferwa، مؤرشف من الأصل في 2019-07-10، اطلع عليه بتاريخ 2019-11-21

## وَصَلات خَارِجِيّة
- الجمعية الجغرافية السعودية
- أطلس المملكة العربية السعودية